# ピアノ協奏曲第4番 (カバレフスキー)
ピアノ協奏曲第4番『プラハ』作品99は、ドミトリー・カバレフスキーが1979年に作曲したピアノ協奏曲。初演は同年10月9日、モスクワで行われた。初演のソリストを務めたのは、モスクワ音楽院の学生だったユーリー・ポポフ（Yuri Popov）である。1981年にポポフ独奏、カバレフスキー指揮モスクワ・フィルハーモニー管弦楽団の顔ぶれでメロディアにより録音がなされている。

## 概要
この曲は1980年の第10回クイビシェフ（Kuybyshev）・ピアノコンクールのために作曲された。演奏時間12分弱という短い曲で、ソビエト連邦の青年に捧げる協奏曲3部作と同様の特徴を有する。曲にはカバレフスキーがプラハに赴いた際に出会った、3つの民謡が素材として取り入れられている。このため、曲は「プラハ協奏曲」という名前で呼ばれることもある。
カバレフスキー自身は、活発な両端楽章を「活動」、穏やかな中間楽章を「反映」という言葉で説明した。全体として簡素で時おり諧謔性を見せる乾いた作りの中にも、ピアノの確かな演奏技巧が要求されるように書かれている。若い音楽家のためにピアノ音楽を書き続けた、作曲者の姿勢が垣間見える。

## 演奏時間
約12分

## 楽器編成
ピアノ独奏、スネアドラム、弦楽合奏

## 楽曲構成
第1楽章 アレグロ・モルト・エ・エネルジーコ
弦楽器の導入に続いてピアノが入り、キビキビと進行する。第2主題はユーモア性のあるものである。一瞬落ち着くと第1主題が再現され、ただちに楽章を終える。
第2楽章 モルト・ソステヌート - インプロヴィサート -
ピアノの抒情的なモノローグで開始する。発想表記に示される通り、ピアノには即興的な表現力が要求される。中間で大きな盛り上がりを見せると再び静まり、静かに余韻を残して終結する。
第3楽章 ヴィーヴォ - ピウ・モッソ. コン・ブリオ
スネアドラムの連打に始まるトッカータ的な楽章。ジャズの影響も感じられる。ピアノは音階的なパッセージが主体であった第1楽章とは異なり、打楽器的に和音を鳴らす場面が多くなっている。最後はスネアドラムの音とリズミカルな和音の連打により、簡潔に全曲の終了を告げる。